# Священні тексти індуїзму
Священні тексти індуїзму — тексти, які є частиною літературної традиції індуїзму, велика частина яких була написана санскритом. Ключову роль у вивченні Вед та інших санскритських текстів індуїзму, грають морфологія і лінгвістична філософія.
Священні писання індуїзму діляться на дві категорії:
1. Шруті («почуте») — найбільш значущі і стародавні богооткровенні писання.
2. Смріті («запам'ятоване») — додані пізніше тексти.

Веди, разом з пов'язаними з ним брахманами, араньяками і упанішадами, належать до категорії шруті і приймаються як священні й богооткровенні писання практично всіма індуїстами . Інші тексти індуїзму, які вчені відносять до післяведичного періоду, належать до категорії смріті. Це перш за все Пурани, «Махабхарата» і «Рамаяна» — вони також приймаються як богооткровенне писання більшістю послідовників індуїзму, і вважається, що авторитет ґрунтується на авторитеті шруті.

## Веди
Веди є найдавнішими творами санскритської літератури і найдавнішими священними текстами індуїзму.
У традиції індуїзму Веди належать до категорії шруті («почуте») і розглядаються як апаурушея — богооткровенні писання «божественного походження, не написані людиною». Ведичні мантри повторюються і оспівуються в індуїзмі як молитви на різного роду релігійних обрядах і в інших особливо урочистих випадках.
Різні філософські школи і течії, які з'явилися на індійському субконтиненті, по-різному ставляться до Вед. Ті школи індійської філософії, які приймають авторитет Вед, називають астіка («ортодоксальними»). Інші індійські філософії — буддизм і джайнізм — відкинули авторитет Вед і розвинулися в окремі релігії. В індійській філософії, ці традиції називають настіка («неортодоксальними» або «неведичними»). Веди, в основному зосереджені на ведичних жертвоприношеннях, проведених чотирма священиками, кожен з яких представляє одну з Вед. Ці ритуали карма-канди здійснюються за посередництвом бога вогню Агні. Вважається, що тільки через посередництво Агні, священики (і з ними інші члени суспільства) можуть увійти в контакт з девами.
Налічується чотири Веди:
1. Ріг-веда — «Веда гімнів»
2. Яджур-веда — «Веда жертовних формул»
3. Сама-веда — «Веда піснеспівів»
4. Атхарва-веда — «Веда заклинань»

Кожна з Вед представляє певну шакху, або гілка знання. У кожній шакхі існують свої коментарі, що примикають до однієї з Вед.
1. «Рігведа» містить в собі мантри, що лежать в основі релігійної практики ведичної релігії.
2. «Сама-веда» в основному складається з мантр, запозичених з «Ріг-веди», але організованих в особливому порядку, призначеному для проведення жертвоприношень Сома (Веди), званих Сома-яджна.
3. «Яджур-веда» містить у собі детальні настанови в прозі, присвячені проведенню ведичних яджнь.
4. «Атхарва-веда» складається з магічних заклинань, призначених для таких цілей, як перемога над ворогами, лікування від хвороб та усунення несприятливих ефектів від здійснення помилок під час проведення ведичних ритуалів. У ній також описуються обов'язки царів і глибокі духовні істини.

Кожну Веду прийнято ділити на чотири частини:
1. Самгіти (санскр. संहिता) — збірник мантр, який використовується при ведичних жертвоприношеннях.
2. Брахмани (санскр. ब्राह्मण) — специфічні правила і розпорядження для проведення яджни, а також коментарі в прозі, що пояснюють значення мантр і ритуалів.
3. Араньяки (санскр. आरण्यक) — більш філософські тексти, за своєю суттю близькі до Упанішадам.
4. Упанішади  (санскр. उपनिषद्) — філософські та метафізичні тексти про природу і взаєминах Брахмана і атмана. Упанішади часто називають веданта («закінченням Вед») тому, що вони є завершальною частиною кожної з Вед, а також через те, що філософські і містичні поняття, викладені в них, розглядаються багатьма як кульмінація всього ведичного знання .

## Упанішади
Упанішади це філософські і метафізичні тексти, що примикають до вед, чиє значення і вплив у філософії індуїзму набагато перевищило роль інших писань і знайшло свою кульмінацію у «Бхагавад-гіті», яку прийнято прирівнювати до Упанішад за значимістю і називати «Йога-упанішада» або «Гіта-Упанішада». Упанішади за своєю суттю стоять окремо від ритуалістичних самхіт і Брахманів і є основою веданти і класичного індуїзму.
Упанішади є частиною писань шруті індуїзму, в яких в основному обговорюється філософія і природа безособистісного аспекту Абсолютної Істини — Брагмана. У них також містяться записи різних філософських дискусій та обговорень. Існує канон з 108 упанішад, званий муктіка, хоча деякі відносять до основного канону 123 упанішади. З 108 упанішад, 11 (за іншими версіями — 13) приймаються всіма індуїстами і складають канон мукха. Упанішади по суті є коментарями до Вед. Напрямок індуїзму, що виник на основі Упанішад, називають веданта.

## Смріті
Тексти, які доповнюють початкові ведичні писання шруті, називають смріті. До літератури смріті відносяться епоси «Рамаяна» і «Махабхарата», а також Пурани і агами.

### «Махабхарата» і «Рамаяна»
Для філософії індуїзму, відображеної в епосах, характерна концепція аватар (втілень Бога в людській формі). Дві основні аватари, які описуються в епосах, це Рама, який виступає як протагоніст «Рамаяни», і Крішна — один з головних героїв «Махабхарати». На відміну від девів, яким присвячені гімни ведичних самхіт і більш філософської та містичної концепції всепроникного, безформного і безособового Брахмана Упанішад, в епосах Бог постає у своїй особистісній формі, перебуваючи серед простих смертних у вигляді різних аватар.

### «Бхагавад-Гіта»
Вайшнави вважають, що основна суть всієї різноманітної філософії індуїзму укладена в «Бхагавад-гіті». Вона являє собою мікрокосм ведичної, йогичної, ведантичної і навіть тантричної думки в індуїзмі. «Бхагавад-Гіта» (у буквальному перекладі: «Пісня Бога») є частиною епічної поеми «Махабхарати». Хоча особливе значення «Бхагавад-Гіта» має для послідовників вайшнавізму, вона вивчається і шанується послідовниками всіх течій в індуїзмі. «Бхагавад-Гіту» прийнято називати «Гіта-упанішада» або «Йога-упанішада» — це вказує на те, що Крішна в «Бхагавад-гіти» викладає істини йоги і Упанішад.
У «Бгагавад-гіті» Крішна проголошує бгакті — любов і відданість Богові, найвищою формою релігійного служіння. Крішна говорить, що заради бгакті варто відкинути всі інші види дхарми і проголошує чисту і безкорисливу любов до Бога вищою досконалістю життя. Люблячи Бога, індивід неодмінно знаходить духовну гармонію і умиротворення як всередині себе, так і зовні. «Бхагавад-Гіта» представляє себе як «писання звільнення», універсальне в своєму посланні.

### Пурани
Пурани це писання, що відносяться до категорії смріті. На думку вчених, вони були записані в післяведичний період. Згідно з традицією індуїзму пурани, також як і «Махабхарата», були складені В'ясою на початку Калі-юги в кінці IV тисячоліття до н. е.. У пуранах описується історія Всесвіту від його створення до руйнування, генеалогія царів, героїв і девів, а також викладається індуїстська філософія і космологія. Особливим авторитетом користується канон з вісімнадцяти Пуран, які називають Маха-Пуранах.

### Дхарма-шастри
«Дхарма-шастри» («книги законів») вважаються багатьма частиною писань смріті. Час від часу, з'являлися великі законоположники, такі як Ману, Яджнавалк'я і Парашара, які систематизували існуючі закони і замінювали застарілі з метою забезпечення відповідності між індуїстським способом життя і змінними реаліями часу. Потрібно зауважити, що «Дхарма-шастри» не беруться до уваги багатьма течіями в індуїзмі, зокрема послідовниками веданти, бгакті, йоги і тантри.

## Середньовічна література індуїзму

### Вайшнавські гімни «Дів'я-прабандга»
«Дів'я-прабандха» являє собою збірку з 4000 віршів, складену в V-VIII століттях дванадцятьма Альварами (Періяльвар, Тірумангай, Андал, Наммальвар тощо). У відомій на сьогоднішній день формі «Дів'я-прабандга» була складена Натхамуні в IX-X століттях. Натхамуні зібрав розрізнені уривки твору воєдино і створив з них антологію. Ці гімни альварів, в яких оспівується слава Вішну у різних його формах й іпостасях, широко використовуються вайшнавами в сучасному індуїзмі. Альвари оспівували ці гімни на різних святих місцях, які відомі як дів'я-дешам.
У Південній Індії, особливо в Таміл-Наду, «Дів'я-прабандга» за значимістю прирівнюється до Вед і тому називається Дравіди-веда. У багатьох храмах, таких як Шрірангам, повторення і оспівування «Дів'я-прабандга» є важливою частиною щоденного ритуалу. Найбільш значними серед 4000 віршів визнаються 1100, які відомі як «Тиру-Ваймора». Вони були складені Наммальваром із Тірукуругура.

### Шиваїстські гімни
«Теварам» — це збірка гімнів Шива-бгакті, складених в VI-VIII століттях тамільською мовою трьома шиваїстськими авторами. Вважається, що гімни «Теварам» надихнули рух бгакті по всій Індії. Ще більш значущою є збірка «Тірувашагам» Маніккавашакара.

### Інші писання
До інших відомих текстів індуїзму відносяться писання, що належать до школи бгакті-йоги (любові і відданості Богові) такі як «Рамачарітаманаса» авторства Тулсідаса, «Гітаговінда» Джаядева (лірична поема про любовні лилахи Крішни і його коханої Радги), коментарі Шанкар та інших Ачар'їв — дев'ять книг Рамануджа чар'ї, включаючи «Шрі-бгаш'є», коментарі Мадхви чар'ї і «Деві-магатм'я» (прославлення Деві, Верховної Богині-матері в Шактизмі, яка проявляється в різних іпостасях, таких як Шакті, Дурга, Парваті та інших).